# Sven Rosén
Sven Axel Arigo Rosén (Estocolm, 10 de març de 1887 – Danderyd, Estocolm, 22 de juny de 1963) va ser un gimnasta suec que va competir a primers del segle xx.
El 1908 va disputar els Jocs Olímpics de Londres, en què va guanyar la medalla d'or en la prova del concurs complet per equips, com a membre de l'equip suec.
Quatre anys més tard, a Estocolm, guanyà una nova medalla d'or en el concurs per equips, sistema suec del programa de gimnàstica.